# UGC 88
UGC 88 es una galaxia espiral localizada en la constelación de Piscis.